# Rüling (Adelsgeschlecht)

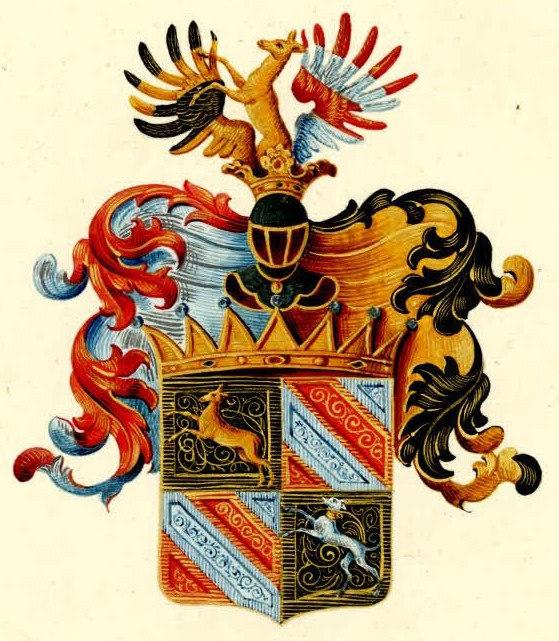
Wappen der Freiherren von Rüling von 1850 im Österreichischen Staatsarchiv

Rüling ist der Name eines österreichischen Adelsgeschlecht. Die Familie führt das Wappen derer von Röhling (1563/1570), eine Stammverwandtschaft ist jedoch nicht nachweisbar.

## Geschichte
Die gesicherte Stammreihe des aus Ellrich im Harz stammenden Geschlechts beginnt mit dem 1634–1678 urkundlich genannten braunschweigisch-lüneburgischen Schichtmeister, Ratskämmerer, Stadtschreiber und Organisten in Wildemann Johannes Rühling. Der österreichische Oberst und nachmalige Generalmajor Joseph Rüling (1797–1869) wurde am 29. Juli 1849 durch Verleihung des Ritterkreuzes des Militär-Maria-Theresien-Orden in den österreichischen Ritterstand erhoben. Für selbigen erging am 10. Januar 1850 ein Freiherrndiplom. Der K. k. Oberst i. P. Ludwig Rüling wurde am 12. Juni 1876 mit Prädikat Edler von Rüdingen in den österreichischen Adelsstand erhoben. Sein Sohn, der k.k. Hofrat Reinhold von Rüling (1845–1928), erhielt am 9. Juli 1907, mit Diplom vom 30. Oktober 1907 den österreichischen Ritterstand mit Prädikat Rüdingen und Rüdennen.

## Angehörige
- Joseph von Rüling (1797–1869), österreichischer Generalmajor[3]
- Hermann Joseph Ludwig von Rüling (1845–1919), österreichischer Generalmajor
- Ludwig Reinhold Filip Josef Rüling von Rüdingen und Rüdennen (1872–1926), österreichischer Generalmajor
- August Alfred Eugen Friedrich Karl von Rüling (* 1904), österreichischer General
- Johanna Pohl-Rüling (geb. von Rüling; 1918–2009), österreichische Physikerin

## Wappen
Das Wappen (1850) ist geviert, 1 in Schwarz ein rechtshin springendes goldenes Reh, 2 und 3 von Silber und Rot dreimal schrägrechts geteilt, 4 in Schwarz ein springender Windhund mit beringtem goldenem Halsband. Auf dem Helm mit rechts rot-silbernen, links schwarz-goldenen Decken das Reh wachsend zwischen einem offenen, rechts von Schwarz und Gold dreimal schrägrechts geteiltem und links von Silber und Rot dreimal schräglinks geteiltem Flug.

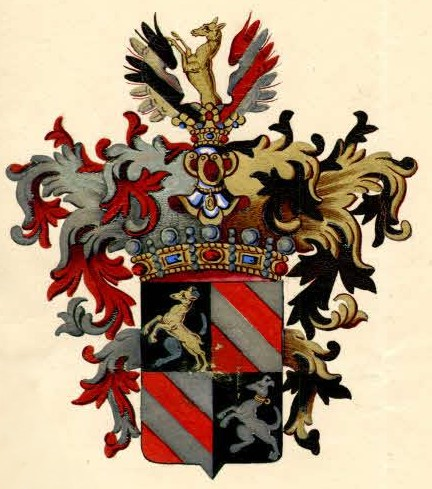
Wappen Freiherren von Rüling von 1850 im Österreichischen Staatsarchiv
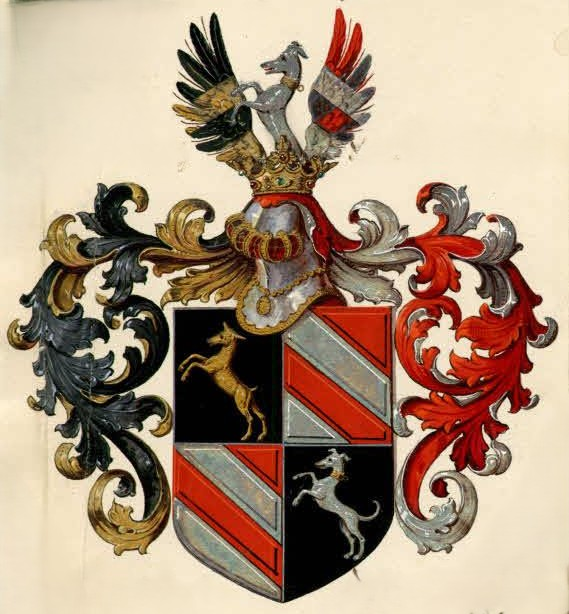
Wappen derer von Rüling, Edle von Rüdingen von 1876 im Österreichischen Staatsarchiv
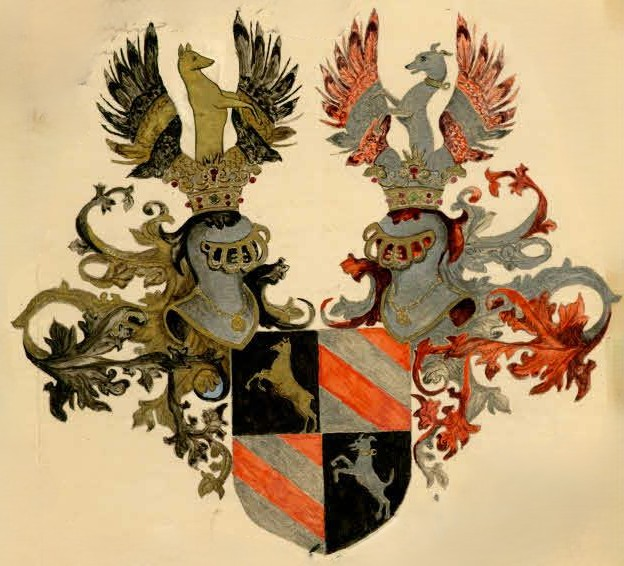
Wappen derer von Rüling, Edle von Rüdingen, und von Rüdennen von 1907 im Österreichischen Staatsarchiv